# Abdul Hakim Sani Brown
Abdul Hakim Sani Brown (japanisch サニブラウン・アブデル・ハキーム, * 6. März 1999 in Kitakyūshū, Präfektur Fukuoka) ist ein japanischer Leichtathlet, der sich auf den Sprint spezialisiert hat. 2019 feierte er mit dem Gewinn der Bronzemedaille in der 4-mal-100-Meter-Staffel bei den Weltmeisterschaften in Doha seinen bisher größten Erfolg.

## Sportliche Laufbahn
Abdul Hakim Sani Brown wurde 1999 als Sohn einer japanischen Mutter und eines ghanaischen Vaters in Japan geboren. Erste internationale Erfahrungen sammelte er 2015 bei den Jugendweltmeisterschaften in Cali, bei denen er in 10,28 s und 20,34 s die Goldmedaillen über 100 und 200 Meter gewann. Zudem qualifizierte er sich im 200-Meter-Lauf für die Weltmeisterschaften in Peking und erreichte dort mit nur sechzehn Jahren das Halbfinale, in dem er mit 20,47 s ausschied. Zwei Jahre später nahm er über 100 und 200 Meter an den Weltmeisterschaften in London teil und schied über 100 Meter mit 10,28 s im Halbfinale aus, während er über 200 Meter in 20,63 s im Finale auf den siebten Platz gelangte. 2019 nahm er an den Weltmeisterschaften in Doha im 100-Meter-Lauf teil und schied dort mit 10,15 s erneut im Halbfinale aus. Zudem gewann er mit der japanischen 4-mal-100-Meter-Staffel in neuem Asienrekord von 37,43 s die Bronzemedaille hinter den Teams aus den Vereinigten Staaten und dem Vereinigten Königreich. 2021 nahm er über 200 Meter an den Olympischen Spielen in Tokio teil und schied dort mit Saisonbestleistung von 21,41 s im Vorlauf aus.
2022 erreichte er bei den Weltmeisterschaften in Eugene das Finale und belegte dort mit 10,06 s den siebten Platz. Im Jahr darauf gelangte er bei den Weltmeisterschaften in Budapest erneut ins Finale und wurde dort mit 10,04 s Sechster. Zudem belegte er mit der 4-mal-100-Meter-Staffel in 37,83 s den fünften Platz. Bei den World Athletics Relays 2024 kam er in der ersten Runde über 4-mal 100 Meter zum Einsatz und anschließend wurde er bei den Bislett Games in 9,99 s Zweiter über 100 Meter. Im August schied er bei den Olympischen Sommerspielen in Paris mit 9,96 s im Halbfinale über 100 Meter aus und gelangte mit der Staffel mit 37,78 s im Finale auf Rang fünf.
In den Jahren 2017, 2019 und 2022 wurde Sani Brown japanischer Meister im 100-Meter-Lauf sowie 2017 und 2019 auch über 200 Meter. Er war Student an der University of Florida und wurde 2019 NCAA-Collegemeister in der 4-mal-100-Meter-Staffel.

## Persönliche Bestzeiten
- 100 Meter: 9,96 s (+0,5 m/s), 4. August 2024 in Paris
  - 60 Meter (Halle): 6,54 s, 8. März 2019 in Birmingham
- 200 Meter: 20,08 s (+0,8 m/s), 7. Juni 2019 in Austin